# Adrovac
Adrovac (izvirno srbsko Адровац) je naselje v Srbiji, ki upravno spada pod Občino Rača; slednja pa je del Šumadijskega upravnega okraja.

## Demografija
V naselju, katerega izvirno (srbsko-cirilično) ime je Адровац, živi 222 polnoletnih prebivalcev, pri čemer je njihova povprečna starost 42,6 let (38,4 pri moških in 46,5 pri ženskah). Naselje ima 94 gospodinjstev, pri čemer je povprečno število članov na gospodinjstvo 2,86.
To naselje je, glede na rezultate popisa iz leta 2002, večinoma srbsko.
|  |

| Demografija | Demografija     | Demografija     |
| Leto        | Št. prebivalcev | Št. prebivalcev |
| ----------- | --------------- | --------------- |
|             |                 |                 |
|             |                 |                 |
|             |                 |                 |
|             |                 |                 |
| 1948        | 237             |                 |
| 1953        | 233             |                 |
| 1961        | 216             |                 |
| 1971        | 245             |                 |
| 1981        | 280             |                 |
| 1991        | 299             | 278             |
| 2002        | 312             | 269             |
|             |                 |                 |

| Etnična sestava po popisu iz leta 2002 | Etnična sestava po popisu iz leta 2002 | Etnična sestava po popisu iz leta 2002 | Etnična sestava po popisu iz leta 2002 | Etnična sestava po popisu iz leta 2002 |
| -------------------------------------- | -------------------------------------- | -------------------------------------- | -------------------------------------- | -------------------------------------- |
| Srbi                                   | Srbi                                   |                                        | 264                                    | 98,14%                                 |
| Črnogorci                              | Črnogorci                              |                                        | 1                                      | 0,37%                                  |
| Slovenci                               | Slovenci                               |                                        | 1                                      | 0,37%                                  |
| Neznano                                | Neznano                                |                                        | 1                                      | 0,37%                                  |